# Rovensko pod Troskami
Rovensko pod Troskami är en stad i Tjeckien.   Den ligger i regionen Liberec, i den centrala delen av landet, 80 km nordost om huvudstaden Prag. Rovensko pod Troskami ligger 304 meter över havet och antalet invånare är 1 267.
Terrängen runt Rovensko pod Troskami är platt åt sydväst, men åt nordost är den kuperad. Runt Rovensko pod Troskami är det tätbefolkat, med 493 invånare per kvadratkilometer. Närmaste större samhälle är Lomnice nad Popelkou, 8,1 km öster om Rovensko pod Troskami. Trakten runt Rovensko pod Troskami består till största delen av jordbruksmark.